# Reichenbach an der Fils
Reichenbach an der Fils település Németországban, azon belül Baden-Württembergben. Lakosainak száma 8688 fő (2023. december 31.).

## Népesség
A település népessége az elmúlt években az alábbi módon változott:
| Lakosok száma | 7613 | 8436 | 8431 | 8357 | 8457 | 8688 |
|               | 1975 | 2017 | 2019 | 2021 | 2022 | 2023 |